# Tempelj Jaganath, Puri
Tempelj Jaganath je pomemben hindujski tempelj, posvečen Jaganathu, obliki Višnuja - enega od trojice najvišjih božanstev v hinduizmu. Puri je v državi Odiša, na vzhodni obali Indije. Kralj Indradjumna iz Avantija je zgradil glavni tempelj Jaganatha v Puriju. Sedanji tempelj je bil ponovno zgrajen od 10. stoletja naprej na mestu že obstoječih templjev v kompleksu, ne pa tudi na glavnem templju Jaganatha, in ga je začel graditi Anantavarman Čodaganga, prvi kralj vzhodne dinastije Ganga, o templju se širijo številne govorice, vendar za to ni nobenega trdnega dokaza. Tempelj je eden od 108 Abhimana Kšethram tradicije Vaišnavate.
Tempelj Puri je znan po svojem letnem Ratha Jatra ali festivalu kočij, na katerem se tri glavna božanstva vlečejo na ogromnih in dovršeno okrašenih tempeljskih vozovihh. Čaščenje izvaja plemenski svečenik Bhil Savar v templju Jaganath. Za razliko od kamnitih in kovinskih ikon, ki jih najdemo v večini hindujskih templjev, je podoba Jaganatha narejena iz lesa in se vsakih dvanajst ali 19 let slovesno zamenja z natančno repliko. Je eno od romarskih krajev Čar Dham. Tempelj Puri je znan tudi zato, ker mnoge legende verjamejo, da je bilo tam postavljeno Krišnino srce in da material, iz katerega je narejeno, poškoduje srce, zato ga morajo zamenjati vsakih dvanajst let.
Tempelj je svet za vse hindujce, še posebej za tiste iz vaišnavske tradicije. Mnogi veliki vaišnavski svetniki, kot so Ramanujačarja, Madhvačarja, Nimbarkačarja, Vallabhačarja in Ramananda, so bili tesno povezani s templjem. Ramanuja je ustanovil Emar Mutt v bližini templja, Adi Šankaračarja pa Govardhan Math, ki je sedež enega od štirih Šankaračarja. Prav tako je posebnega pomena za privržence Gaudija Vaišnavizma, katerega ustanovitelja, Čaitanja Mahaprabhuja, je pritegnilo božanstvo Jaganath in je več let živel v Puriju.

## Zgodovina
Tempelj je ponovno zgradil kralj iz dinastije Ganga Anantavarman Čodaganga v 10. stoletju našega štetja, kot nakazuje napis na bakreni plošči Kendupatna njegovega potomca Narasimhadeve II. Anantavarman je bil prvotno šaivit in je postal vaišnavit nekje po tem, ko je osvojil regijo Utkala (v kateri je tempelj) leta 1112. Napis iz let 1134–1135 n. št. beleži njegovo donacijo templju. Zato se je morala gradnja templja začeti nekje po letu 1112 n. št.
Po zgodbi v tempeljskih kronikah ga je ustanovil Anangabhima-deva II.: različne kronike različno omenjajo leto izgradnje kot 1196, 1197, 1205, 1216 ali 1226. To nakazuje, da je bila gradnja templja dokončana ali da je bil tempelj prenovljen med vladavino Anantavarmanovega sina Anangabhime. Tempeljski kompleks je bil nadalje razvit med vladavino poznejših kraljev, vključno s tistima iz dinastije Ganga in dinastije Gadžapati.

## Božanstva
Jaganath, Balabhadra in Subhadra so trio božanstev, ki jih častijo v templju. Notranje svetišče templja vsebuje njihova božanstva, izklesana iz svetih nemskih hlodov, znanih kot daru, ki sedijo na okrašeni ploščadi ali ratnabedi, skupaj z božanstvi Sudaršana Čakra, Madanmohan (Krišna), Sridevi (Lakšmi) in Višvadhatri. Božanstva so glede na sezono okrašena z različnimi oblačili in dragulji. Čaščenje teh božanstev sega pred gradnjo templja in morda izvira iz starodavnega plemenskega svetišča.

## Vdori in skrunitve templja
Tempeljski anali, Madala Pandži, zapisuje, da je bil tempelj Jaganath v Puriju napaden in oropan osemnajstkrat.

## Vstop in Daršan
Nehindujcem ni dovoljen vstop v tempelj. Obiskovalci, ki jim vstop ni dovoljen, si lahko ogledajo tempelj in območje s strehe bližnje knjižnice Raghunandan in se poklonijo podobi Jaganatha, ki jo vidijo na glavnem vhodu v tempelj. Tempelj Jaganath Puri ima zgodovino prepovedi vstopa dalitom.

## Kulturna integriteta
Zgodovina pravi, da je bil Jaganath plemensko božanstvo, ki ga je krasilo ljudstvo Bhil Sabar kot simbol Narajana. Druga legenda trdi, da je Nilamadhava, podoba Narajane, izdelana iz modrega kamna, ki so jo častili domorodci. Pripeljali so ga v Nilagiri (modro goro) ali Nilačalo in tam postavili kot Šri Jaganath v družbi z Balabhadro in Subhadro. Podobe iz lesa naj bi imele tudi oddaljeno povezavo s sistemom čaščenja lesenih drogov vanvasi (gozdni prebivalci). Za konec naj bi bili Daitapatiji, ki imajo precejšen del odgovornosti za izvajanje tempeljskih ritualov, potomci hribovskih plemen Odiša. Zato lahko mirno trdimo, da je začetek kulturne zgodovine Šrikshetra v kulturah hindujskih plemen. Tri božanstva so veljala za simbole Samjak Daršana, Samjak Džnane in Samjak Čarite, ki se običajno obravnavajo kot Ratnatraja, trojni dragulji džainistične kulture, katerih asimilacija vodi do Vsevednosti in mokše (odrešitve).
Jaganatha častijo kot Višnuja ali Narajano ali Krišno, božanstvo Balabhadro pa kot Šešo. Hkrati se božanstva obravnavajo kot bhairava z Vimalo (devi ali Šivina soproga), nameščena v kampusu templja. Tako končno najdemo fuzijo šivaizma, šaktizma in vaišnavizma hindujske vere, ki se tako spoštljivo drži skupaj v Šrikšetri.

## Struktura
Ogromen tempeljski kompleks pokriva površino več kot 37.000 m² in je obdan z visokim utrjenim obzidjem. Ta 6,1 m visok zid je znan kot Meghanada Pačeri. Drugi zid, znan kot kurma bedha, obdaja glavni tempelj. Vsebuje najmanj 120 templjev in svetišč. S svojim kiparskim bogastvom in orijskim slogom tempeljske arhitekture je to eden najveličastnejših spomenikov Indije. Tempelj ima štiri različne sekcijske strukture, in sicer -
1. Deula, vimana ali garbhagriha (Sanctum sanctorum), kjer so triadna božanstva nameščena na ratnavedi (Biserni prestol). V slogu Rekha Deula;
2. Mukhašala (prednja veranda);
3. Nata mandir/Natamandapa, ki je znana tudi kot Džagamohan (dvorana za občinstvo/plesna dvorana) in
4. Bhoga Mandapa (Dvorana daril).[11]

Glavni tempelj je ukrivljen tempelj, na vrhu pa je Neelačakra (kolo z osmimi kraki) božanstva Višnuja. Narejen je iz Aštadhatuja in velja za sveto. Med obstoječimi templji v Orisi je tempelj Šri Jaganatha najvišji. Tempeljski stolp je bil zgrajen na dvignjeni kamniti ploščadi in se dviga do 65 m nad notranjim svetiščem, kjer prebivajo božanstva, dominira nad okoliško pokrajino. Piramidalne strehe okoliških templjev in sosednjih dvoran ali mandap se stopničasto dvigajo proti stolpu kot greben gorskih vrhov.

### Nila čakram
Nila čakram (modri disk) je disk, nameščen na vrhu šikare templja Jaganath. Po običaju vsak dan na Nila čakram vihra drugačna zastava. Zastava, izobešena na Nila čakri, se imenuje Patita Pavana (Očiščevalec padlih) in je enakovredna podobi božanstev, ki so postavljena v sanctum sanctorum.
Nila čakram je disk z osmimi Navagundžarami, izrezljanimi na zunanjem obodu, vse pa so obrnjene proti zgornjemu zastavnemu drogu. Narejena je iz zlitine osmih kovin (Asta-dhatu) in je visoka 3,5 metra z obsegom približno 11 metrov. Med letom 2010 je Arheološki zavod Indije popravil in obnovil Nila čakram.
Nila čakram se razlikuje od Sudaršana čakram, ki je bila postavljena z božanstvi v notranjem svetišču.
Nila čakram je najbolj cenjen ikonični simbol v tradiciji Jaganath. Je edini fizični predmet, katerega oznake se uporabljajo kot zakrament in veljajo za sveto v čaščenju Jaganatha. Simbolizira zaščito Šri Jaganatha.

### Singhadwara
Singahdvara, kar v sanskrtu pomeni 'Levja vrata', so ena od štirih vrat v tempelj in tvorijo glavni vhod. Singhadvara so tako imenovana, ker sta na obeh straneh vhoda dva ogromna kipa čepečih levov. Vrata so obrnjena proti vzhodu in se odpirajo na Bada Danda ali Veliko cesto. Baisi Pahača ali dvaindvajset stopnic vodi v tempeljski kompleks. Božanstvo Jaganatha, znano kot Patitapavana, kar v sanskrtu pomeni »Rešitelj potlačenih in padlih«, je naslikano na desni strani vhoda. V starih časih, ko nedotakljivim ni bilo dovoljeno vstopiti v tempelj, so lahko molili k Patiti Pavani. Kipa dveh stražarjev templja Džaja in Vidžaja stojita na obeh straneh vrat. Tik pred začetkom festivala Rath Jatre so božanstva Jaganath, Balabhadra in Subhadra odnesena iz templja skozi ta vrata. Ob vrnitvi iz templja Gundiča morajo obredno pomiriti boginjo Mahalakšmi, katere božanstvo je vklesano na vrhu vrat, ker je ni vzela s seboj na Jatro. Šele takrat jim boginja dovoli vstop v tempelj. Veličasten šestnajststranski monolitni steber, znan kot Aruna Stambha, stoji pred glavnimi vrati. Na vrhu tega stebra je idol Aruna, voznika boga sonca Surja. Ena pomembna stvar pri Arun stambhi je, da je bil prej lociran v Sončnem templju Konark, kasneje pa je maratski guru Brahmačari Gosain prinesel ta steber iz Konarka.

### Mandape
Znotraj tempeljskega kompleksa je veliko dvoran mandap ali stebrov na dvignjenih ploščadih, namenjenih verskim kongregacijam. Najvidnejša je Mukti Mandapa, zborna dvorana svetega sedeža izbranih učenih brahmanov.
Tu se sprejemajo pomembne odločitve glede vodenja dnevnega bogoslužja in praznikov. Dola Mandapa je omembe vredna zaradi lepo izklesane kamnite torane ali loka, ki se uporablja za izdelavo gugalnice za letni festival Dol Jatra. Med praznikom na gugalnico postavijo božanstvo Dologobinda. Snana Bedi je pravokotna kamnita ploščad, kjer so postavljena božanstva Jaganatha, Balabhadre in Subhadre za obredno kopanje med letno Snana Jatro.

## Rosaghara
Kuhinja templja je največja na svetu. Tradicija pravi, da vsa kuhanja Mahaprasada v tempeljskih kuhinjah nadzoruje boginja Mahalakšmi, sama cesarica Srimandirja, in da se, če ima pripravljena hrana kakšno napako, v bližini tempeljske kuhinje pojavi senčni pes, znak njenega nezadovoljstva. Če se opazi senčni pes, se hrana takoj zakoplje in skuha nova serija. Vseh 56 vrst proizvedene hrane je vegetarijanskih in pripravljenih brez čebule, česna, kot predpisujejo hindujska verska besedila. Kuha se samo v lončenih loncih z vodo, črpano iz dveh posebnih vodnjakov blizu kuhinje, imenovanih Ganga in Jamuna. Najbolj pričakovana daritev je Kotho Bhoga ali Abadha, ki se ponudi po poldnevu. Po ponudbi Jaganathu in drugim božanstvom se hrana prodaja na Ananda Badžara, odprti živilski tržnici v templju.